# Marruecos en los Juegos Olímpicos de Barcelona 1992
Marruecos estuvo representado en los Juegos Olímpicos de Barcelona 1992 por un total de 44 deportistas, 43 hombres y una mujer, que compitieron en 7 deportes.

## Medallistas
El equipo olímpico marroquí obtuvo las siguientes medallas:
| Nombre          | Deporte   | Competición |
| --------------- | --------- | ----------- |
| Oro             |           |             |
| Jalid Skah      | Atletismo | 10 000 m M  |
| Plata           |           |             |
| Rachid El-Basir | Atletismo | 1500 m M    |
| Bronce          |           |             |
| Mohamed Achik   | Boxeo     | 54 kg M     |